# Chasseurs à cheval ioniens
Die Chasseurs à cheval ioniens waren eine kleine Kavallerieeinheit, die nur während der Zeit der Napoleonischen Armee existierte.
Wie zu dieser Zeit nicht unüblich, wurde von Kaiser Napoleon aus einer Laune heraus per Dekret am 18. Mai 1808 die Einheit aufgestellt (Decret organisée Napoléonne Corr. n° 14557. Band 18, S. 115). Damit wurde die provisorische Anordnung vom 23. November 1807 relativiert.
Die wenigen vorhandenen Angaben sagen aus, dass das Personal aus einem Kader des 25e régiment de chasseurs à cheval gekommen sein soll, obwohl es nach dem Willen des Kaisers aus Freiwilligen von den Ionischen Inseln gebildet werden sollte. Obwohl die Aufstellung einer Escadron vorgesehen war, wurde das per Anordnung vom Dezember 1808 auf eine Kompanie (also eine halbe Escadron) mit einem Gesamt-Personalbestand von 128 Reitern reduziert. (Die Organisationsstruktur war gleich der der französischen Chasseurs à cheval.)
Kommandant der Einheit war der Chef d’escadrons Lastour.
Mit dem Rest der Garnison von Korfu wurde die Kompanie 1814 nach Frankreich zurückgebracht und am 12. September 1809 in Lyon in das 6e régiment de chevau-légers lanciers eingegliedert.
Per Aufstellungsanordnung wurde die Uniform der „25e chasseurs à cheval“ getragen, mit dem Unterschied, dass die Jacke grau und mit dunkelroter Paspelierung versehen war. Weiterhin waren die Knöpfe silberfarben mit der geprägten Inschrift „Chasseurs ioniens“. Eine Standarte wurde nicht geführt.
Über etwaige Kampfeinsätze gibt es keinerlei Informationen.